# Trycherus erotyloides
Trycherus erotyloides es una especie de coleóptero de la familia Endomychidae.

## Distribución geográfica
Habita en Guinea (África).